# 악셀 융크
악셀 융크(독일어: Axel Jungk, 1991년 3월 5일~)는 독일의 스켈레톤 선수이다.  올림픽에 2회 참가했으며 2022년 동계 올림픽 남자부 은메달을 획득했다.

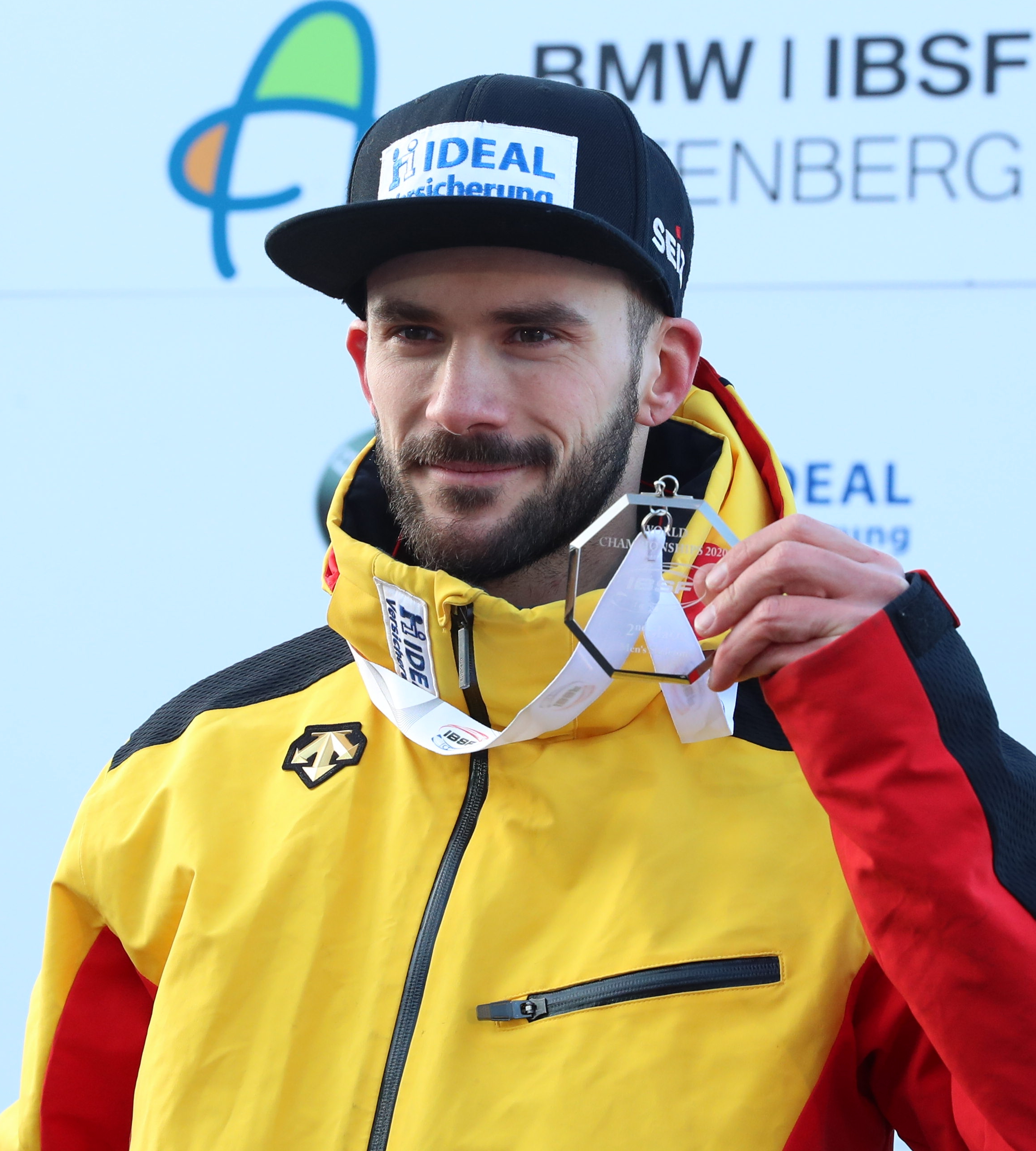
2020년 세계 선수권 대회 당시의 융크